# Arndt Georg Nissen
Arndt Georg Nissen, auch A. G. oder „Age“ Nissen (* 8. April 1907 in Rinkenis; † 6. Dezember 1979 in Gråsten) war ein deutscher Hochseesegler, Maler und Grafiker.

## Werdegang
Nissen war Sohn des Malerehepaars Maria und Anton Nissen und wuchs in Rinkenis direkt am Wasser der Flensburger Förde auf, das seit der Volksabstimmung in Schleswig im Jahr 1920 als Folge des Ersten Weltkrieges zu Dänemark gehört. Diese Nähe zum Wasser wurde für sein Leben sowohl als Seesegler wie auch als Maler und Zeichner bestimmend. Seine handwerkliche Ausbildung erhielt er zunächst in Flensburg als Lithograf, dann besuchte er ab 1925 die Kunstgewerbeschule in München, ab 1926 die Münchner Akademie und ab 1928 die Kunstgewerbeschule in Berlin. 
Von Jugend auf war er ein begeisterter Segler, zunächst auf den Jollen des Flensburger Segelclubs in Glücksburg (FSC), später bei dem Deutschen Hochseesportverband HANSA (vgl. Quellental). Age Nissen spezialisierte sich auch als Maler auf Wassersportmotive und wurde bald zu einem überregional anerkannten Aquarellisten dieses Sujets. Bekannt wurde er durch seine Porträts von Segelyachten, die er im Auftrag der jeweiligen Eigner anfertigte. 
Als Segler überquerte er mehrfach den Nordatlantik auf bekannten deutschen Hochseeyachten. Er war Teilnehmer der Olympia Atlantik Regatta von Bermuda zur Kieler Segelolympiade 1936. Bei einer Atlantiküberquerung im Jahr 1938 transportierte die deutsche Yacht Roland von Bremen Wertsachen jüdischer Emigranten in die USA. Im Zweiten Weltkrieg segelte Age Nissen weiter, diesmal für den Chef der deutschen Abwehr Admiral Canaris, gemeinsam mit dem Leutnant zur See Christian Nissen genannt Hein Mück von St. Malo 14.400 Seemeilen mit der für diese Zwecke beschlagnahmten französischen Segelyacht Kyloe nach Südafrika und zurück ohne jeden Zwischenstopp in einem Hafen bis nach Spanisch Sahara. Die Kyloe setzte im Rahmen der Operation Weissdorn den südafrikanischen Boxchampion im Schwergewicht Robey Leibbrandt vor seiner Heimatküste bei Lamberts Bay als Agenten ab, mit dem Auftrag, dort einen politischen Umsturz herbeizuführen. Age Nissen führte über diese Reise verbotenerweise ein (erhaltenes) Logbuch.
Zu den Schülern des Malerateliers Age Nissen gehörte von 1946 bis 1947 der in Tondern 1919 geborene Schriftsteller und Maler Hanns Christian Jessen.
Als Illustrator der Zeitschrift Yacht wirkte er von den 1930er bis in die 1970er Jahre mit. Als Gebrauchsgrafiker prägte er den Auftritt von Werften wie Ernst Burmester in Bremen und illustrierte zahlreiche Bücher zu Themen des Segelsports.

## A. G. Nissen Preis
Der A. G. Nissen Preis ist eine Auszeichnung der Kreuzerabteilung des Deutschen Segler-Verbandes für herausragende seglerische Leistungen in der Nordsee.